# 피어너

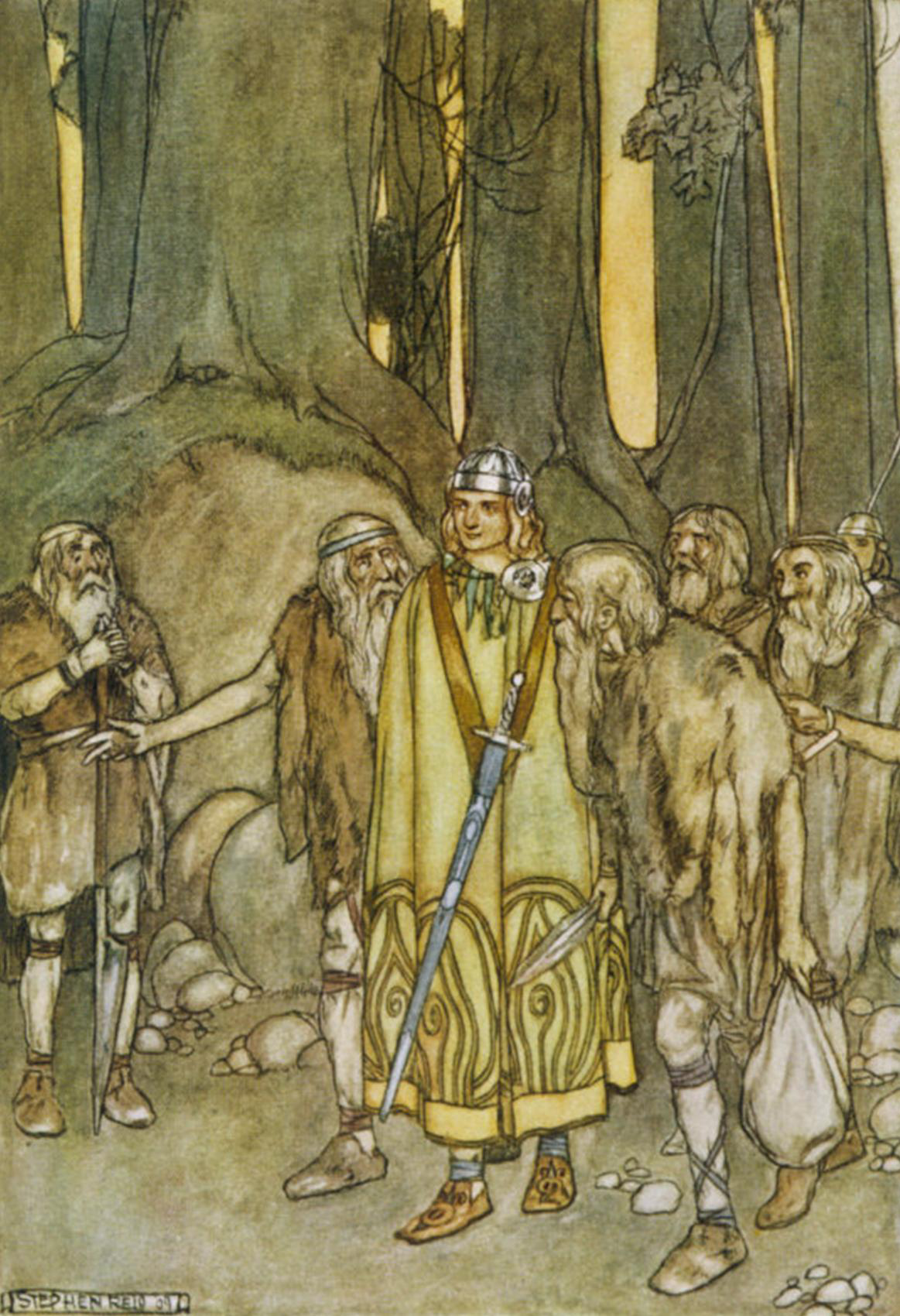
핀 막 쿨과 그의 피어너.

피어너(아일랜드어: Fianna [ˈfʲiən̪ˠə], 단수형 아일랜드어: fiann 피언)은 아일랜드 신화 및 스코틀랜드 신화에 등장하는 반독립적인 전사 집단이다. 피니언 대계는 핀 막 쿠월이 이끄는 피어너를 중심으로 한 이야기들인데, 아일랜드 신화에 피어너가 핀 막 쿠월의 피어너만 존재하는 것은 아니다.
피어너는 중세 초기 아일랜드에서 땅이 없는 젊은 남자들이 경보병으로 용병화된 것(케헤른)에 그 역사적 기원을 둔다.

## 역사성
"피언"이라는 말은 브레훈 법전(중세 초기 아일랜드의 법전)에서 처음 발견된다. 여기서 "피언(아일랜드어: fiann)"이란 자기 땅이 없는 젊은 남자 및 여자들로 이루어진 집단을 가리키는 말이었으며, 아직 땅을 상속받지 못한 젊은 귀족도 피언으로 취급될 때도 있었다. 피언의 구성원을 "페니드(아일랜드어: fénnid)"라 했고, 피언의 두령을 리그페니드(아일랜드어: rígfénnid)라고 했다.
17세기의 세흐룬 케틴은 피어너가 겨울에는 넷으로 나뉘어 귀족들에게 숙식을 제공받다가, 여름(벨테인에서 사완 사이)이 되면 사냥을 하여 식량을 얻고 가죽을 내다 팔아 생계를 이었다고 서술했다. 케틴의 저술은 믿을 만한 역사서라기보다 구전 전통의 집합체 같은 성격이지만, 이 경우에는 중세 스코틀랜드에서 사완과 벨테인 사이의 시기에만 사슴과 멧돼지 사냥을 했다는 점과 유의미한 상관관계가 있는 것으로 여겨진다.

## 신화에서
아일랜드 신화에도 피어너가 등장하는데, 시기에 따라 그 묘사가 변한다.
얼스터 대계에서 피어너는 역사상의 유랑전사집단과 가까운 형태를 나타내며, 하나의 단일한 조직을 가리키는 말이 아니다. 예컨대 드루이드 카흐바드는 27명의 사내로 이루어진 피언의 두령이었는데, 다른 피어너와 싸워서 울라의 왕녀 네스의 양아버지 12명을 죽인다. 그 보복을 하기 위해 네스는 역시 27명으로 이루어진 피언을 조직하여 카흐바드를 뒤쫓는다.
한편, 피니언 대계에 오면 피어너가 에린의 지고왕만을 섬기는 일종의 상비군처럼 묘사된다. 피어너 내부에는 라긴 출신의 비스크너씨(Clann Baíscne)와 코나크타 출신의 모르너씨(Clann Morna)가 서로 경쟁하는 파벌로서 존재한다. 비스크너씨의 씨족장은 핀 막 쿠월이고, 모르너씨의 씨족장은 골 막 모르너다. 이들 피어너는 사회 일반으로부터 고립된 생활을 하면서 수렵으로 평상시 생계를 유지한다.
피어너는 "도르드 피언(아일랜드어: Dord Fiann)"이라는 전쟁함성을 가지고 있었으며, 전투에 돌입하기 전에 이 함성을 내지르곤 했다. 이 함성의 목적은 의사소통일 수도 있고, 적의 기를 질리게 만들기 위한 것일 수도 있다. 핀 막 쿠월이 죽는 이야기(가우러 전투)에서, 핀은 자기 손자 오스카르가 죽는 것을 보고 도르드 피언을 내뱉고 십수 명의 적을 쳐죽인다. 가우러 전투로 피니언 대계의 피어너는 몰락하여 해산된다.
피니언 대계 피어너는 세 가지 표어를 가지고 있었다고 한다.
- 우리 심장의 순수함 (아일랜드어: Glaine ár gcroí 글라너 아르 그크리)
- 우리 손발의 강인함 (아일랜드어: Neart ár ngéag 나르트 아르 느게그)
- 말과 행동의 일치함 (아일랜드어: Beart de réir ár mbriathar 바르트 더 레르 아르 므브리어하르)

## 근현대의 사용
현대에는 피어너 에런, 피어너 팔 같은 정치·군사단체들이 "피어너"를 단체명으로 사용하는 경향이 있다.